# Kirchenkreis Clausthal-Zellerfeld
Der Kirchenkreis Clausthal-Zellerfeld war ein Kirchenkreis in Südniedersachsen. Er lag am südöstlichen Rand der Evangelisch-lutherischen Landeskirche Hannovers und gehörte dort zum Sprengel Hildesheim-Göttingen. Mit dem 1. Januar 2013 hat sich der Kirchenkreis Clausthal-Zellerfeld mit den Kirchenkreisen Herzberg und Osterode zum neuen Kirchenkreis Harzer Land zusammengeschlossen. 

## Gemeinden
Zu dem Kirchenkreis, dessen Gebiet sich weitgehend mit dem 1972 aufgelösten politischen Landkreis Zellerfeld im Oberharz deckte, gehörten Kirchengemeinden in den folgenden Orten:
- Altenau
- Bad Grund (Harz)
- Clausthal-Zellerfeld
- Hahnenklee
- Lautenthal
- Sankt Andreasberg
- Wildemann

## Verwaltung
Da eine Zusammenlegung der hannoverschen Kirchenkreise im Harz aufgrund der geringen Größe geplant war, blieb die Stelle des Superintendenten schon mehr als zehn Jahre vor der Zusammenlegung vakant, die Aufgaben wurden durch den Ersten Stellvertreter wahrgenommen.